# Macross 7
Macross 7 (マクロス 7?, Makurosu 7) è una serie televisiva anime fantascientifica di 49 episodi, sequel della precedente Fortezza superdimensionale Macross, che si colloca temporalmente 33 anni dopo gli eventi narrati nella prima serie. È stata prodotta dalla Ashi Productions nel 1994 usando uno staff composto quasi completamente da maestranze che avevano già lavorato nell'anime precedente. In Italia non è stata ancora importata.
Come per quasi tutte le serie legate all'universo di Macross, questo anime è particolarmente conosciuto anche per la sua colonna sonora. Sono stati infatti pubblicati decine di CD contenenti le canzoni dei Fire Bomber, gruppo rock protagonista della serie.
Macross 7 fa parte della cronologia ufficiale della storia ideata da Shōji Kawamori che si è occupato personalmente del mecha design della serie, insieme a Kazutaka Miyatake.
Subito dopo la fine della trasmissione della serie televisiva, è stato proiettato nei cinema giapponesi un episodio speciale di trenta minuti, intitolato Macross 7: Ginga ga ore wo yondeiru! ("Macross 7: La galassia mi sta chiamando!"); in seguito sono state realizzate anche due serie di OAV, Macross 7: Encore e Macross Dynamite 7.
Haruhiko Mikimoto, character designer della serie, si è anche occupato di disegnare un manga che rappresenta una side story, e intitolato Macross 7 Trash. Questo manga è stato pubblicato in Italia dalla Planet Manga.

## Trama
Nel 2045 continua la colonizzazione dello spazio da parte delle navi partite dalla Terra. La storia si focalizza sulla flotta Macross 7 composta da centinaia di navi spaziali da colonizzazione e difesa.
La flotta, che sta raggiungendo uno sperduto angolo della galassia, viene ripetutamente attaccata da forze nemiche sconosciute che paiono interessate ad assorbire la forza vitale dei coloni.
Tali forze sono estremamente bene armate (i mezzi di difesa fanno sempre delle brutte figure contro di loro) e vengono respinte solo dall'intervento di uno strano Valkyrie Fighter pilotato da quello che sembra un cantante (la cloche di comando del mezzo è una chitarra elettrica).
A differenza della prima serie, questa focalizza tutta la sua attenzione sui civili e principalmente sul gruppo musicale dei Fire Bomber. Anche se le battaglie (ed il destino dell'intero universo) sono la trama principale, in perfetto stile Macross non saranno le armi a far vincere la guerra ma le canzoni (cantate dal personaggio di Nekki Basara).
Anche in questa serie è presente un triangolo amoroso, a differenza della prima serie vediamo due uomini ed una donna coinvolti.

## Protagonisti
- Nekki Basara: il protagonista indiscusso della serie. È un cantante del gruppo Fire Bomber, pacifista, che crede di poter emulare Minmay e quindi far terminare la guerra solo a suon di musica. Pilota un VF-1 Valkyrie rosso tramite un'interfaccia a forma di chitarra elettrica. È coinvolto in un triangolo amoroso con Mylene Jenius e Gamlin Kizaki. Dopo la guerra continua il suo girovagare nello spazio e sarà protagonista anche dello spin-off della serie: Macross Dynamite 7.
- Mylene Flare Jenius: cantante rock del gruppo dei Fire Bomber di cui Basara è il leader. È la figlia dei leggendari Maximilian Jenius e Mirya Farina. Pilota un "Valkyrie" rosa, con un'interfaccia a forma di chitarra (basso) elettrica. È indecisa tra l'amore che prova verso Nekki Basara e Gamlin Kizaki.
- Ray Lovelock: ex-militare ha deciso di abbandonare le armi per darsi alla musica. È lui a fornire il Valkyrie a Basara.
- Veffidas Feaze : è una Zentraedi con la fissazione per la batteria. Per tutta la serie batte con le sue bacchette su qualsiasi superficie riesca a trovare.
- Gamlin Kizaki: è un giovane pilota di caccia, esponente della Diamond Squad che pilota gli innovativi VF-17 Nightmare. È innamorato di Mylene Jenius e si trova in competizione con Basara del quale non riesce a comprendere la non voglia di combattere.

## Media

### Anime

#### Episodi
La serie animata è stata prodotta in 49 episodi, trasmessi in Giappone a partire dal 16 ottobre 1994.
| Nº | Titolo italiano Giapponese 「Kanji」 - Rōmaji                                     | In onda           | In onda |
| Nº | Titolo italiano Giapponese 「Kanji」 - Rōmaji                                     | Giapponese        |         |
| 1  | Speaker Pod 「スピーカーポッド」 - supikapoddo                                    | 16 ottobre 1994   |         |
| 2  | Spiritia Level 「スピリチアレベル」 - supirichiareberu                            | 23 ottobre 1994   |         |
| 3  | Fire Scramble 「ファイアースクランブル」 - faiasukuranburu                        | 30 ottobre 1994   |         |
| 4  | Vampire Soldier 「バンパイアソルジャー」 - banpaiasoruja                          | 6 novembre 1994   |         |
| 5  | Spirit Girl 「スピリットギャル」 - supirittogyaru                                 | 13 novembre 1994  |         |
| 6  | First Contact 「ファーストコンタクト」 - fasutokontakuto                          | 20 novembre 1994  |         |
| 7  | Summer Accident 「サマーアクシデント」 - samaakushidento                          | 27 novembre 1994  |         |
| 8  | Virgin Bomber 「バージンボンバー」 - bajinbonba                                   | 4 dicembre 1994   |         |
| 9  | Angel Night 「エンジェルナイト」 - enjierunaito                                   | 11 dicembre 1994  |         |
| 10 | Deep Ballad 「ディープバラード」 - deipubarado                                    | 18 dicembre 1994  |         |
| 11 | Minmay Video 「ミンメイビデオ」 - minmeibideo                                     | 25 dicembre 1994  |         |
| 12 | Spiritia Farm 「スピリチアファーム」 - supirichiafamu                             | 8 gennaio 1995    |         |
| 13 | Fold Out 「フォールドアウト」 - forudoauto                                        | 15 gennaio 1995   |         |
| 14 | Fighting Woman Mayor Milia 「戦う女市長ミリア」 - tatakau onna shichō miria       | 22 gennaio 1995   |         |
| 15 | A Girl's Jealousy 「乙女のジェラシー」 - otome no jierashi                        | 29 gennaio 1995   |         |
| 16 | The Music Box On The Battlefield 「戦場のオルゴール」 - senjō no orugoru          | 5 febbraio 1995   |         |
| 17 | Pretty Devil 「プリティデビル」 - puriteidebiru                                   | 12 febbraio 1995  |         |
| 18 | A Falling Little Devil 「おちていく小悪魔」 - ochiteiku koakuma                   | 19 febbraio 1995  |         |
| 19 | A Life Threatening Date 「命がけのデート」 - inochi gakeno deto                   | 26 febbraio 1995  |         |
| 20 | A Lady's Temptation 「レディースの誘惑」 - redeisu no yūwaku                      | 5 marzo 1995      |         |
| 21 | Dangerous Kiss 「あぶないＫＩＳＳ」 - abunai KISS                                 | 12 marzo 1995     |         |
| 22 | Men Of Burning Passion 「熱き炎の男たち」 - atsuki honoo no otoko tachi           | 19 marzo 1995     |         |
| 23 | Sound Force 「サウンドフォース」 - saundofosu                                     | 26 marzo 1995     |         |
| 24 | Merry Go Round 「メリーゴーランド」 - merigorando                                 | 2 aprile 1995     |         |
| 25 | Midnight Duet 「深夜のデュエット」 - shinya no deyuetto                           | 9 aprile 1995     |         |
| 26 | Death match At Planet Lux 「惑星ラクスの死闘」 - wakusei rakusu no shitō          | 16 aprile 1995    |         |
| 27 | Rainbow Colored Song Energy 「七色の歌エナジー」 - nanairo no uta enaji           | 23 aprile 1995    |         |
| 28 | New Sound Weapon 「サウンド新兵器」 - saundo shinheiki                            | 30 aprile 1995    |         |
| 29 | Papa And Mama, Love Once Again 「パパ、ママ愛再び」 - papa, mama ai futatabi      | 7 maggio 1995     |         |
| 30 | The Formula For A Love Triangle 「三角関係の公式」 - sankakukankei no kōshiki     | 14 maggio 1995    |         |
| 31 | Passionate Scandal 「熱愛スキャンダル」 - netsuai sukyandaru                      | 21 maggio 1995    |         |
| 32 | Jamming Birds 「ジャミングバーズ」 - jamingubazu                                  | 28 maggio 1995    |         |
| 33 | Betrayal And A Girl's Tears 「裏切りと少女の涙」 - uragiri to shōjo no namida     | 4 giugno 1995     |         |
| 34 | The Day Gigile Sang 「ギギルが歌った日」 - gigiru ga utatta nichi                 | 11 giugno 1995    |         |
| 35 | A Night For Just The Two Of Us 「ふたりだけの夜」 - futaridakeno yoru             | 18 giugno 1995    |         |
| 36 | Men's Passionate Song 「男たちの熱歌」 - otoko tachino netsu uta                  | 25 giugno 1995    |         |
| 37 | The Mystery Of The Ruins? 「宇宙遺跡のナゾ？」 - uchū iseki no nazo?              | 2 luglio 1995     |         |
| 38 | Sivil Of The Forbidden Planet 「禁断惑星のシビル」 - kindan wakusei no shibiru    | 9 luglio 1995     |         |
| 39 | Basara Returns 「帰ってきたバサラ」 - kaette kita basara                          | 16 luglio 1995    |         |
| 40 | A Feeling That Reaches Beyond The Stars 「星を越える想い」 - hoshi wo koe ru omoi | 23 luglio 1995    |         |
| 41 | I'm Crazy About Mylene! 「ミレーヌ大好き！」 - mirenu daisuki!                    | 30 luglio 1995    |         |
| 42 | Desperate Capture Operation 「決死の捕獲大作戦」 - kesshi no hokaku daisakusen    | 6 agosto 1995     |         |
| 43 | Individual Farewells 「それぞれの別れ」 - sorezoreno wakare                       | 13 agosto 1995    |         |
| 44 | The Nightmarish Invasion 「悪夢の突入作戦」 - akumu no totsunyū sakusen           | 20 agosto 1995    |         |
| 45 | Ambitious Fourth Planet 「野望の第4惑星」 - yabō no dai 4 wakusei                 | 27 agosto 1995    |         |
| 46 | Gamlin's Rebellion 「ガムリンの反乱」 - gamurin no hanran                         | 3 settembre 1995  |         |
| 47 | The Death Of Basara 「バサラ死す」 - basara shisu                                 | 10 settembre 1995 |         |
| 48 | Mylene's Tears 「ミレーヌ涙の熱唱」 - mirenu namida no nesshō                     | 17 settembre 1995 |         |
| 49 | A Voice Reaching Across The Galaxy 「銀河に響く歌声」 - ginga ni hibiku utagoe    | 24 settembre 1995 |         |

#### Colonna sonora
Sigla di apertura
1. "Seventh Moon" cantata dai Fire Bomber

Sigla di chiusura
1. "My Friends" cantata dai Fire Bomber (eps 1-34)
2. "・・・だけど ベイビー！！(...Dakedo Baby!!)" cantata da Chie Kajiura (eps 35-48)
3. "Totsugeki Love Heart (accoustic version)" cantata da Yoshiki Fukuyama (ep 49)

### Special
Macross 7: Ginga ga ore wo yondeiru! (劇場版マクロス7 銀河がオレを呼んでいる!?) è un episodio speciale della serie trasmesso al cinema. Approssimativamente si colloca fra gli episodi 42 e 43 della serie televisiva, ed è stato proiettato al cinema insieme alla versione cinematografica Macross Plus. La storia racconta di come Basara Nekki e la sorella di Mylene Jenius, Emilia Jenius si sono conosciuti.
Emilia aspira ad essere come Lynn Minmay, esercitandosi a cantare su un pianeta disabitato. Tuttavia il canto della giovane finisce per creare una irregolarità dimensionale, finendo per suscitare l'interesse di Basara.

### OAV
Macross 7: Encore (マクロス7 アンコール?) è una serie OAV consistente di tre episodi, scollegati dalla serie televisiva. Si è speculato che i tre episodi potrebbero trovare una collocazione nella linea temporale della serie fra gli episodi 39 e 42.
- 1. Fleet Of The Strongest Women
- 2. On Stage
- 3. Which One Do You Love?

### Manga
Macross 7: Trash (マクロス7 トラッシュ?) è un manga scritto ed ideato da Haruhiko Mikimoto e pubblicato dal 1995 al 2001 per un totale di otto volumi, e rappresenta una side story rispetto alla serie televisiva. Protagonisti del manga sono Shiba Midou, giovane atleta figlio di Max Jenius, Mahara Fabrio, un ex ufficiale ed Enika Cheryni, fidanzata di Shiba e vincitrice del concorso "Minmay Voice".

Copertina del primo volume dell'edizione italiana del manga Macross 7 Trash

Inizialmente il manga doveva intitolarsi Macross 7 Flash, tuttavia si è ripiegato su Trash per evitare l'inflazionamento del termine, dato che nello stesso periodo erano stati pubblicati gli anime Dirty Pair Flash e Cutie Honey Flash.